# 七公里站
七公里站是一个马磁铁路上的铁路车站，位于河北省邯郸市复兴区315省道忙牛河大桥附近，为会让站，距离马头站七公里，故名，目前仅有邯郸—磁山57127次列车在本站做短暂的客运停留。本站不办理行李及货运业务。